# Kjersti Plätzer
Kjersti Plätzer  z domu Kjersti Tysse (ur. 18 stycznia 1972 w Os) – norweska lekkoatletka, dwukrotna wicemistrzyni olimpijska w chodzie na 20 km. Startowała również na igrzyskach olimpijskich w Atenach.

## Sukcesy
| Rok  | Zawody                      | Miejsce  | Wynik | Konkurencja   | Wynik         |
| ---- | --------------------------- | -------- | ----- | ------------- | ------------- |
| 2000 | Letnie Igrzyska Olimpijskie | Sydney   |       | chód na 20 km | 1:29:33 godz. |
| 2006 | Mistrzostwa Europy          | Göteborg | 4.    | chód na 20 km | 1:28:45 godz. |
| 2007 | Mistrzostwa świata          | Osaka    | 4.    | chód na 20 km | 1:31:24 godz. |
| 2008 | Letnie Igrzyska Olimpijskie | Pekin    |       | chód na 20 km | 1:27:07 godz. |

## Rekordy życiowe
- chód na 20 km - 1:27:07 (2008) rekord Norwegii
- chód na 3000 m (stadion) - 12:00,53 (2009) rekord Norwegii
- chód na 3000 m (hala) - 11:59.3[1] (2004) rekord Norwegii
- chód na 5000 m - 20:37,83 (2001) rekord Norwegii
- chód na 3 km - 11:41 (2003) rekord świata
- chód na 5 km - 19:46 (2006) rekord świata
- chód na 10 km - 41:16 (2002) rekord Norwegii